# Fanny Godin
Fanny Félicie Florentine Pardon-Godin (27 de maio de 1902 – 7 de setembro de 2014) foi uma supercentenária belga que no momento da morte aos 112 anos e 103 dias, era a pessoa viva mais velha da Bélgica. Ela também é a segunda pessoa mais velha da história da Bélgica depois de Joanna Deroover (3 de junho de 1890 – 6 de dezembro de 2002).

## Biografia
Godin nasceu em 27 de maio de 1902 em Huy, na província de Liège, a caçula de quatro filhas. Ela se casou com Jacques Pardon (1907–1977) em 1941. Eles tinham uma filha, Claude, nascida em 1944. Ela não tinha netos. Ela conseguiu nadar até os 109 anos. Godin tornou-se a pessoa viva mais velha da Bélgica em 11 de maio de 2012, após a morte de Germaine Degueldre.
Godin morreu em 7 de setembro de 2014 aos 112 anos em sua casa em Zoutleeuw, Brabante Flamengo. Após a sua morte, Anna De Guchtenaere (10 de abril de 1904 – 6 de abril de 2015) tornou-se a pessoa viva mais velha da Bélgica.